# Synagoge (Asti)

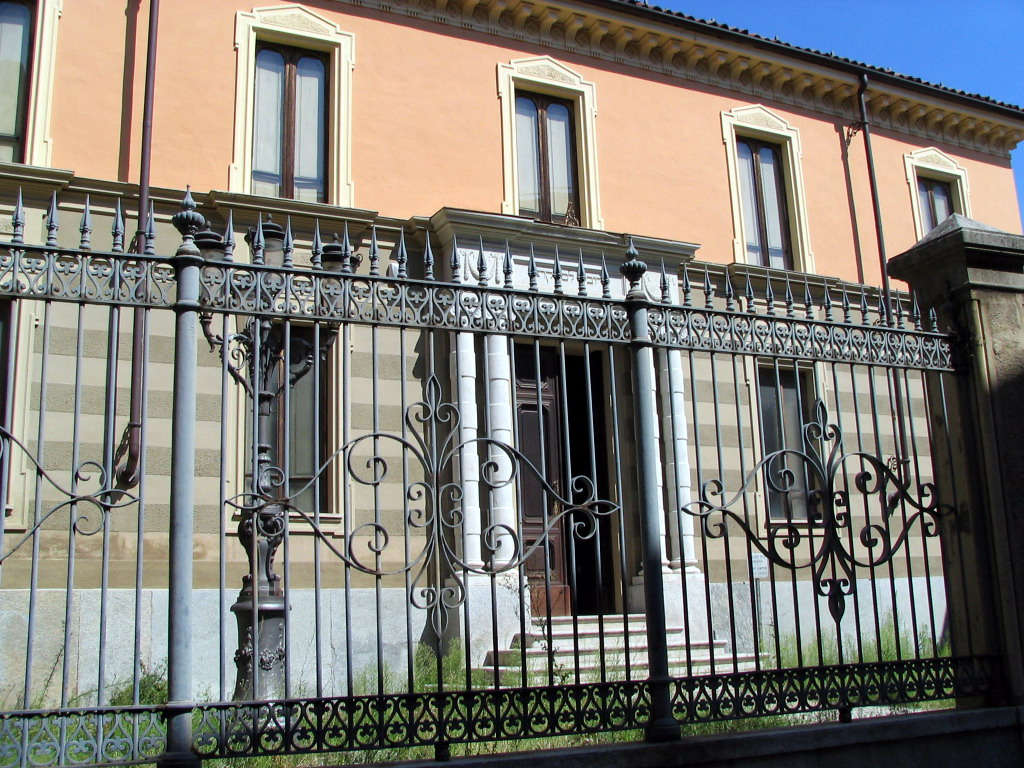
Synagoge in Asti

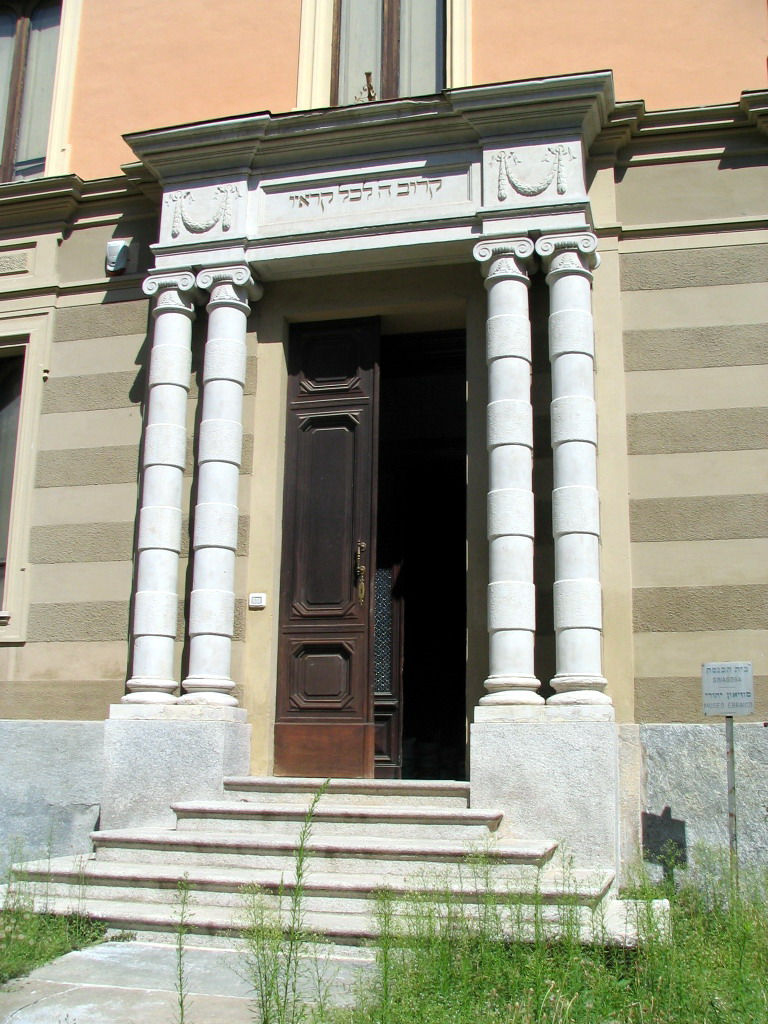
Portal

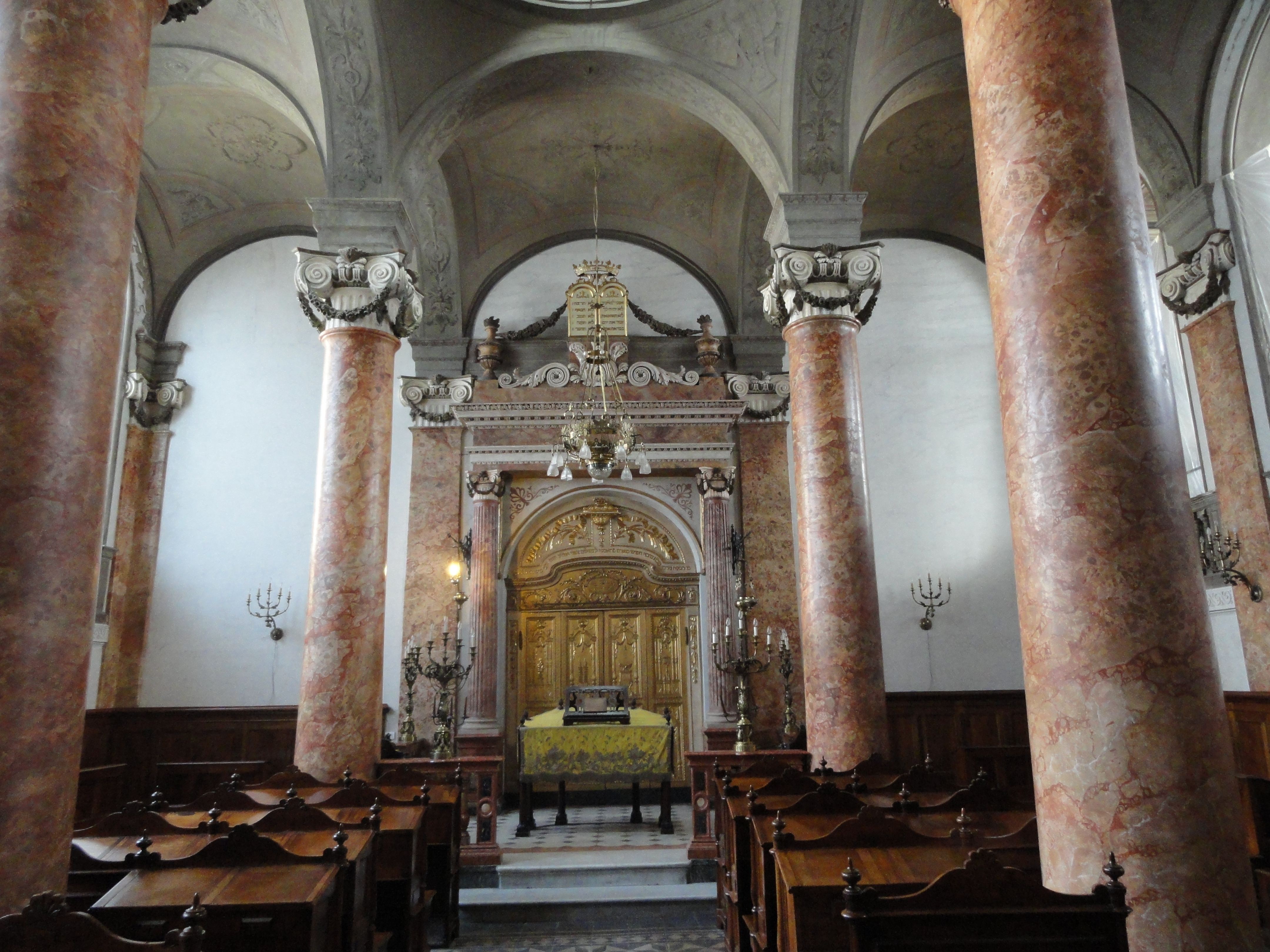
Blick in den Innenraum

Die Synagoge in Asti, einer Stadt in der norditalienischen Region Piemont, wurde 1889 errichtet. Die barocke Synagoge befindet sich in der Via Ottolenghi 8, im Zentrum des ehemaligen jüdischen Ghettos. Sie wird heute nur noch zu den hohen Feiertagen genutzt.

## Beschreibung
In der heutigen Synagoge, die aus einer Synagoge des 17. Jahrhunderts durch den Umbau unter Carlo Benzi entstand, befinden sich noch Ausstattungsstücke aus dem 16. und 17. Jahrhundert, die aus einer abgerissenen älteren Synagoge stammen. Die reichen jüdischen Familien Artom (siehe Isacco Artom) und Ottolenghi in Asti unterstützten finanziell den repräsentativen Ausbau der Synagoge. Durch den Kauf und Abriss von Nachbarhäusern konnte man den Bau vergrößern und einen von einem Gitter umzäunten Freiraum um die Synagoge schaffen. 
Den Eingang erreicht man über eine fünfstufige Freitreppe. Das Portal wird von vier Säulen ionischer Ordnung flankiert. Am Gebälk ist eine hebräische Inschrift angebracht. Vom Vestibül kommt man links zum kleinen Betsaal, auch Wintersynagoge genannt, der heute als Museumsraum genutzt wird. An der rechten Seite des Vorraums befindet sich die Treppe zur Frauenempore, die von zwei Säulen gestützt wird. Der Frauenempore gegenüber, an der Ostwand, befindet sich der prächtige Thoraschrein, der von Säulen gerahmt und von den Gesetzestafeln bekrönt wird. Vier Säulen teilen den Raum in drei Schiffe. Vor dem Thoraschrein steht die schlichte Bima mit einem einfachen Lesepult. Der Thoraschrein wurde 1809 vermutlich von Giuseppe Maria Bonzanigo geschaffen. Im Jahr 1816 wurde er vergoldet. Auf seinen acht Feldern befinden sich Darstellungen zur jüdischen Liturgie.

## Museum
Die Nebenräume des Gebäudes werden heute als jüdisches Museum genutzt. 